# Malecón
El Malecón (oficialment Avinguda de Maceo) és un passeig, calçada i escullera que s'estén 8 km al llarg de la costa de la capital cubana de l'Havana: des del port de l'Havana a la ciutat vella fins a la desembocadura del riu Almendares, travessant pel costat nord el barri de Centro Habana i el barri del Vedado.

## Història
La construcció del Malecón va iniciar-se l'any 1901 durant el primer govern militar estatunidenc de Cuba. L'objectiu de la construcció del Malecón va ser protegir l'Havana del mar. Per a celebrar la construcció del primer tram de 500 m del Malecón es va construir una rotonda amb formigó armat i acer a la cruïlla amb el Paseo del Prado. L'hotel Miramar es va construir davant de la rotonda i va ser el primer hotel de Cuba on els treballadors duien esmòquing i armilla amb botons daurats.

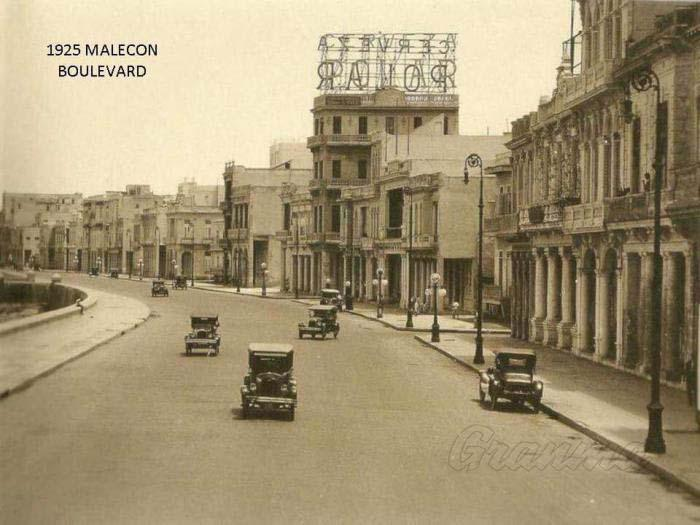
El Malecón l'any 1925

Els governs cubans posteriors van continuar l'ampliació del primer tram del Malecón. L'any 1923 va arribar a la desembocadura del riu Almendares entre els carrers K i L del Vedado. El 1957 i el 1958, la carretera va servir com a seu del Gran Premi de Cuba d'automobilisme.
Avui en dia, el Malecón segueix essent una de les destinacions més espectaculars i populars de l'Havana. Al llarg del Malecón s'hi troben monuments importants com els dedicats a Máximo Gómez, Antonio Maceo, Calixto García i el Monument a les víctimes del USS Maine. A la plaça de la Dignitat hi ha una estàtua de José Martí i davant de l'Ambaixada dels Estats Units la Tribuna Antiimperialista José Martí.